# よみラジ
『よみラジ』は、2017年4月3日から2024年3月25日までラジオ日本（アール・エフ・ラジオ日本）で毎週月曜18時から18時30分に放送されていた報道番組・教養番組である。

## 概要
同番組はRFラジオ日本、ならびにその親会社である日本テレビ放送網との報道協定を結んでいる読売新聞東京本社の1社協賛番組で、毎回週替わりで読売新聞東京本社の専門委員・編集委員がパーソナリティーを務め、最近のニュースの問題点を東京本社をはじめとする読売新聞各地域本社・海外特派員らの担当者とともに解説を行い、「ニュースの今」について大いに語りつくす。
また番組の後半では「読売中高生新聞」（読売新聞東京本社発行の学生向け週刊新聞）との連動型のリスナー参加型コーナー「Y teen」があり、新聞の同記事に寄せられた投稿と、ラジオオリジナルの投稿を含めて、若者の意見を聞くコーナーがある。

## 主なパーソナリティー
- 丸山淳一（読売新聞編集委員）
- 吉田清久（読売新聞編集委員）
- 鈴木美潮（読売新聞専門委員）
- 河村由美（フリーアナウンサー）